# Helena Suková
Helena Suková (* 23. Februar 1965 in Prag, Tschechoslowakei) ist eine ehemalige tschechoslowakische Tennisspielerin.

## Karriere
Suková wurde in eine prominente Tennisfamilie hineingeboren. Ihre Mutter Věra war eine bekannte Tennisspielerin, ihr Vater Cyril Suk war Präsident des tschechoslowakischen Tennisverbandes. Ihr Bruder Cyril wurde ebenfalls Tennisspieler; mit ihm gewann sie dreimal den Mixedwettbewerb in Wimbledon und einmal bei den French Open.
In ihrer Profikarriere stand sie je zweimal im Finale der Australian Open (1984, 1989) und der US Open (1986, 1993). Sie gewann zehn WTA-Turniere. Ein Grand-Slam-Titel im Einzel blieb ihr verwehrt. Deshalb wurde sie häufig als „beste Spielerin, die nie ein Grand-Slam-Turnier im Einzel gewann“ bezeichnet. Ihren größten Erfolg feierte sie 1984 im Halbfinale der Australian Open, als sie Martina Navrátilová bezwang und deren Serie von 74 Siegen in Folge stoppte; im Finale unterlag sie allerdings Chris Evert. 1987 war sie in Eastbourne die vierte Spielerin, der es gelungen war, Navrátilová und Evert in einem Turnier zu besiegen; dabei beendete sie eine weitere von Navrátilovás Serien, nämlich die von 69 Siegen in Folge auf Rasen. 1993 konnte Suková auf ihrem Weg in ihr viertes und letztes Grand-Slam-Finale bei den US Open, das sie gegen Steffi Graf verlor, Navrátilová erneut besiegen.
Im Doppel war Suková bei Grand-Slam-Turnieren erfolgreicher. Sie gewann dort insgesamt neun Titel, zwei davon mit Claudia Kohde-Kilsch. Mit Jana Novotná gewann sie bei den Olympischen Spielen 1988 und 1996 jeweils die Silbermedaille. Insgesamt gewann sie in ihrer Karriere 69 Doppeltitel.
Außerdem spielte sie zwischen 1981 und 1996 für die tschechoslowakische bzw. tschechische Fed-Cup-Mannschaft; nach ihren 73 Fed-Cup-Partien ging sie 57-mal als Siegerin vom Platz.
1998 beendete Helena Suková ihre Profilaufbahn.
2018 wurde sie in die International Tennis Hall of Fame aufgenommen.

## Turniersiege

### Einzel
| Nr. | Datum             | Turnier      | Kategorie   | Belag             | Finalgegnerin       | Ergebnis      |
| --- | ----------------- | ------------ | ----------- | ----------------- | ------------------- | ------------- |
| 1.  | Januar 1982       | Newport News | WTA         | Teppich (Halle)   | Patricia Medrado    | 6:2, 6:7, 6:0 |
| 2.  | 18. November 1984 | Brisbane     | WTA         | Rasen             | Elizabeth Sayers    | 6:4, 6:4      |
| 3.  | 10. August 1986   | Montreal     | WTA         | Hartplatz         | Pam Shriver         | 6:2, 7:5      |
| 4.  | 5. Oktober 1986   | Hilversum    | WTA         | Teppich (Halle)   | Catherine Tanvier   | 6:2, 7:5      |
| 5.  | 29. März 1987     | Piscataway   | WTA         | Teppich (Halle)   | Lori McNeil         | 6:0, 6:3      |
| 6.  | 20. Juni 1987     | Eastbourne   | WTA         | Rasen             | Martina Navratilova | 7:6, 6:3      |
| 7.  | 8. Januar 1989    | Brisbane     | WTA Tier IV | Hartplatz         | Brenda Schultz      | 7:6, 7:6      |
| 8.  | 6. Januar 1991    | Brisbane     | WTA Tier IV | Hartplatz         | Akiko Kijimuta      | 6:4, 6:3      |
| 9.  | 9. Februar 1992   | Osaka        | WTA Tier IV | Teppich (Halle)   | Laura Gildemeister  | 6:2, 4:6, 6:1 |
| 10. | 14. November 1992 | Indianapolis | WTA Tier IV | Hartplatz (Halle) | Linda Harvey-Wild   | 6:4, 6:3      |

### Doppel
| Nr. | Datum              | Turnier           | Kategorie         | Belag             | Partner                 | Finalgegner                            | Ergebnis        |
| --- | ------------------ | ----------------- | ----------------- | ----------------- | ----------------------- | -------------------------------------- | --------------- |
| 1.  | 29. Januar 1984    | Marco Island      | WTA               | Sand              | Hana Mandlíková         | Anne Hobbs Andrea Jaeger               | 3:6, 6:2, 6:2   |
| 2.  | 24. Mai 1984       | Perugia           | WTA               | Sand              | Iva Budařová            | Kathleen Horvath Virginia Ruzici       | 7:65, 1:6, 6:4  |
| 3.  | 21. Oktober 1984   | Filderstadt       | WTA               | Hartplatz (Halle) | Claudia Kohde-Kilsch    | Bettina Bunge Eva Pfaff                | 6:2, 4:6, 6:3   |
| 4.  | 26. November 1984  | Sydney            | WTA               | Rasen             | Claudia Kohde-Kilsch    | Wendy Turnbull Sharon Walsh            | 6:2, 7:64       |
| 5.  | 16. Dezember 1984  | Tokio             | WTA               | Teppich (Halle)   | Claudia Kohde-Kilsch    | Elizabeth Smylie Catherine Tanvier     | 6:4, 6:4        |
| 6.  | 13. Mai 1985       | Berlin            | WTA               | Sand              | Claudia Kohde-Kilsch    | Steffi Graf Catherine Tanvier          | 6:4, 6:1        |
| 7.  | 26. Mai 1985       | Lugano            | WTA               | Sand              | Bonnie Gadusek          | Bettina Bunge Eva Pfaff                | 6:2, 6:4        |
| 8.  | 4. August 1985     | Los Angeles       | WTA               | Hartplatz         | Claudia Kohde-Kilsch    | Hana Mandlíková Wendy Turnbull         | 6:4, 6:2        |
| 9.  | 8. September 1985  | US Open           | Grand Slam        | Hartplatz         | Claudia Kohde-Kilsch    | Martina Navratilova Pam Shriver        | 6:75, 6:2, 6:3  |
| 10. | 15. Dezember 1985  | Tokio             | WTA               | Teppich (Halle)   | Claudia Kohde-Kilsch    | Marcella Mesker Elizabeth Smylie       | 6:0, 6:4        |
| 11. | 23. Februar 1986   | Boca Raton        | WTA               | Hartplatz         | Pam Shriver             | Chris Evert-Lloyd Wendy Turnbull       | 6:2, 6:3        |
| 12. | 16. März 1986      | Dallas            | WTA               | Teppich (Halle)   | Claudia Kohde-Kilsch    | Hana Mandlíková Wendy Turnbull         | 4:6, 7:5, 6:4   |
| 13. | 20. April 1986     | Amelia Island     | WTA               | Sand              | Claudia Kohde-Kilsch    | Gabriela Sabatini Catherine Tanvier    | 6:2, 5:7, 7:67  |
| 14. | 19. Mai 1986       | Berlin            | WTA               | Sand              | Steffi Graf             | Martina Navratilova Andrea Temesvári   | 7:5, 6:2        |
| 15. | 5. Oktober 1986    | Hilversum         | WTA               | Teppich (Halle)   | Kathy Jordan            | Tine Scheuer-Larsen Catherine Tanvier  | 7:5, 6:1        |
| 16. | 26. Oktober 1986   | Brighton          | WTA               | Teppich (Halle)   | Steffi Graf             | Tine Scheuer-Larsen Catherine Tanvier  | 6:4, 6:4        |
| 17. | 16. November 1986  | Chicago           | WTA               | Teppich (Halle)   | Claudia Kohde-Kilsch    | Steffi Graf Gabriela Sabatini          | 6:75, 7:65, 6:3 |
| 18. | 1. Februar 1987    | Tokio             | WTA               | Teppich (Halle)   | Claudia Kohde-Kilsch    | Elise Burgin Pam Shriver               | 6:1, 7:65       |
| 19. | 17. Mai 1987       | Berlin            | WTA               | Sand              | Claudia Kohde-Kilsch    | Catarina Lindqvist Tine Scheuer-Larsen | 6:1, 6:2        |
| 20. | 5. Juli 1987       | Wimbledon         | Grand Slam        | Rasen             | Claudia Kohde-Kilsch    | Betsy Nagelsen Elizabeth Smylie        | 7:5, 7:5        |
| 21. | 25. Oktober 1987   | Brighton          | WTA               | Teppich (Halle)   | Kathy Jordan            | Tine Scheuer-Larsen Catherine Tanvier  | 7:5, 6:1        |
| 22. | 15. November 1987  | Chicago           | WTA               | Teppich (Halle)   | Claudia Kohde-Kilsch    | Zina Garrison Lori McNeil              | 6:4, 6:3        |
| 23. | 5. März 1988       | San Antonio       | WTA Tier IV       | Hartplatz         | Lori McNeil             | Rosalyn Fairbank Gretchen Magers       | 6:3, 6:75, 6:2  |
| 24. | 1. Mai 1988        | Tokio             | WTA Tier III      | Teppich (Halle)   | Pam Shriver             | Gigi Fernández Robin White             | 4:6, 6:2, 7:65  |
| 25. | 21. August 1988    | Montreal          | WTA Tier II       | Hartplatz         | Jana Novotná            | Zina Garrison Pam Shriver              | 7:62, 7:66      |
| 26. | 28. August 1988    | Mahwah            | WTA Tier IV       | Hartplatz         | Jana Novotná            | Gigi Fernández Robin White             | 6:3, 6:2        |
| 27. | 8. Januar 1989     | Brisbane          | WTA Tier V        | Hartplatz         | Jana Novotná            | Patty Fendick Jill Hetherington        | 6:74, 6:1, 6:2  |
| 28. | 19. März 1989      | Boca Raton        | WTA Tier II       | Hartplatz         | Jana Novotná            | Jo Durie Mary Joe Fernández            | 6:4, 6:2        |
| 29. | 2. April 1989      | Miami             | WTA Tier I        | Hartplatz         | Jana Novotná            | Gigi Fernández Lori McNeil             | 7:65, 6:4       |
| 30. | 9. Juli 1989       | Wimbledon         | Grand Slam        | Rasen             | Jana Novotná            | Laryssa Sawtschenko Natallja Swerawa   | 6:1, 6:2        |
| 31. | 22. Oktober 1989   | Zürich            | WTA Tier III      | Teppich (Halle)   | Jana Novotná            | Nathalie Tauziat Judith Wiesner        | 6:3, 3:6, 6:4   |
| 32. | 7. Januar 1990     | Brisbane          | WTA Tier IV       | Hartplatz         | Jana Novotná            | Hana Mandlíková Pam Shriver            | 6:3, 6:1        |
| 33. | 14. Januar 1990    | Sydney            | WTA Tier III      | Hartplatz         | Jana Novotná            | Laryssa Sawtschenko Natallja Swerawa   | 6:3, 7:5        |
| 34. | 28. Januar 1990    | Australian Open   | Grand Slam        | Hartplatz         | Jana Novotná            | Patty Fendick Mary Joe Fernández       | 7:65, 7:66      |
| 35. | 4. März 1990       | Indian Wells      | WTA Tier II       | Hartplatz         | Jana Novotná            | Gigi Fernández Martina Navratilova     | 6:2, 7:66       |
| 36. | 11. März 1990      | Boca Raton        | WTA Tier II       | Hartplatz         | Jana Novotná            | Elise Burgin Wendy Turnbull            | 6:4, 6:2        |
| 37. | 25. März 1990      | Miami             | WTA Tier I        | Hartplatz         | Jana Novotná            | Betsy Nagelsen Robin White             | 6:4, 6:3        |
| 38. | 10. Juni 1990      | French Open       | Grand Slam        | Sand              | Jana Novotná            | Laryssa Sawtschenko Natallja Swerawa   | 6:4, 7:5        |
| 39. | 8. Juli 1990       | Wimbledon         | Grand Slam        | Rasen             | Jana Novotná            | Kathy Jordan Elizabeth Smylie          | 6:3, 6:4        |
| 40. | 28. Oktober 1990   | Brighton          | WTA Tier II       | Teppich (Halle)   | Nathalie Tauziat        | Jo Durie Natallja Swerawa              | 6:1, 6:4        |
| 41. | 11. November 1990  | Worcester         | WTA Tier II       | Teppich (Halle)   | Gigi Fernández          | Mary Joe Fernández Jana Novotná        | 3:6, 6:3, 6:3   |
| 42. | 13. Januar 1991    | Sydney            | WTA Tier iii      | Hartplatz         | Arantxa Sánchez Vicario | Gigi Fernández Jana Novotná            | 6:1, 6:4        |
| 43. | 31. März 1991      | Tampa             | WTA               | Sand              | Gigi Fernández          | Laryssa Sawtschenko Natallja Swerawa   | 6:4, 4:6, 7:63  |
| 44. | 14. April 1991     | Amelia Island     | WTA Tier II       | Sand              | Arantxa Sánchez Vicario | Mercedes Paz Natallja Swerawa          | 4:6, 6:2, 6:2   |
| 45. | 12. Januar 1992    | Sydney            | WTA Tier III      | Hartplatz         | Arantxa Sánchez Vicario | Mary Joe Fernández Zina Garrison       | 7:64, 6:74, 6:2 |
| 46. | 26. Januar 1992    | Australian Open   | Grand Slam        | Hartplatz         | Arantxa Sánchez Vicario | Mary Joe Fernández Zina Garrison       | 6:4, 7:63       |
| 47. | 2. Januar 1992     | Tokio             | WTA Tier II       | Teppich (Halle)   | Arantxa Sánchez Vicario | Martina Navratilova Pam Shriver        | 7:5, 6:1        |
| 48. | 9. Februar 1992    | Osaka             | WTA Tier IV       | Teppich (Halle)   | Rennae Stubbs           | Sandy Collins Rachel McQuillan         | 3:6, 6:4, 7:5   |
| 49. | 10. Mai 1992       | Rom               | WTA Tier I        | Sand              | Monica Seles            | Katerina Maleewa Barbara Rittner       | 6:1, 6:2        |
| 50. | 16. August 1992    | Los Angeles       | WTA Tier II       | Hartplatz         | Arantxa Sánchez Vicario | Zina Garrison Pam Shriver              | 6:4, 6:2        |
| 51. | 11. Oktober 1992   | Zürich            | WTA Tier II       | Teppich (Halle)   | Natallja Swerawa        | Martina Navratilova Pam Shriver        | 7:65, 6:4       |
| 52. | 18. Oktober 1992   | Filderstadt       | WTA Tier II       | Hartplatz (Halle) | Arantxa Sánchez Vicario | Pam Shriver Natallja Swerawa           | 6:4, 7:5        |
| 53. | 22. November 1992  | New York City     | WTA Championships | Teppich (Halle)   | Arantxa Sánchez Vicario | Jana Novotná Larisa Neiland            | 7:64, 6:1       |
| 54. | 7. Februar 1993    | Tokio             | WTA Tier I        | Teppich (Halle)   | Martina Navratilova     | Lori McNeil Rennae Stubbs              | 6:4, 6:3        |
| 55. | 28. Februar 1993   | Indian Wells      | WTA Tier II       | Hartplatz         | Rennae Stubbs           | Ann Grossman Patricia Hy               | 6:3, 6:4        |
| 56. | 23. Mai 1993       | Luzern            | WTA Tier III      | Sand              | Mary Joe Fernández      | Lindsay Davenport Marianne Werdel      | 6:2, 6:4        |
| 57. | 1. August 1993     | Stratton Mountain | WTA Tier II       | Hartplatz         | Elizabeth Smylie        | Manuela Maleeva-Fragnière Mercedes Paz | 6:1, 6:2        |
| 58. | 8. August 1993     | San Diego         | WTA Tier II       | Hartplatz         | Gigi Fernández          | Pam Shriver Elizabeth Smylie           | 6:4, 6:3        |
| 59. | 15. August 1993    | Los Angeles       | WTA Tier II       | Hartplatz         | Arantxa Sánchez Vicario | Gigi Fernández Natallja Swerawa        | 7:64, 6:3       |
| 60. | 12. September 1993 | US Open           | Grand Slam        | Hartplatz         | Arantxa Sánchez Vicario | Amanda Coetzer Inés Gorrochategui      | 6:4, 6:2        |
| 61. | 31. Oktober 1993   | Essen             | WTA Tier II       | Teppich (Halle)   | Arantxa Sánchez Vicario | Wiltrud Probst Christina Singer        | 6:2, 6:2        |
| 62. | 5. November 1995   | Oakland           | WTA Tier II       | Teppich (Halle)   | Lori McNeil             | Katrina Adams Zina Garrison            | 3:6, 6:4, 6:3   |
| 63. | 12. November 1995  | Philadelphia      | WTA Tier I        | Teppich (Halle)   | Lori McNeil             | Meredith McGrath Larisa Neiland        | 4:6, 6:3, 6:4   |
| 64. | 7. Juli 1996       | Wimbledon         | Grand Slam        | Rasen             | Martina Hingis          | Meredith McGrath Larisa Neiland        | 5:7, 7:5, 6:1   |
| 65. | 15. September 1996 | Karlsbad          | WTA Tier IV       | Sand              | Karina Habšudová        | Eva Martincová Elena Wagner            | 3:6, 6:3, 6:2   |
| 66. | 20. Oktober 1996   | Zürich            | WTA Tier I        | Hartplatz (Halle) | Martina Hingis          | Nicole Arendt Natallja Swerawa         | 7:5, 6:4        |
| 67. | 24. Mai 1997       | Straßburg         | WTA Tier III      | Sand              | Natallja Swerawa        | Jelena Lichowzewa Ai Sugiyama          | 6:1, 6:1        |
| 68. | 26. Oktober 1997   | Luxemburg         | WTA Tier III      | Teppich (Halle)   | Larisa Neiland          | Meike Babel Laurence Courtois          | 6:2, 6:4        |
| 69. | 17. Januar 1998    | Sydney            | WTA Tier II       | Hartplatz         | Martina Hingis          | Katrina Adams Meredith McGrath         | 6:1, 6:2        |

### Mixed
| Nr. | Datum | Turnier     | Kategorie  | Belag     | Partner         | Finalgegner                        | Ergebnis      |
| --- | ----- | ----------- | ---------- | --------- | --------------- | ---------------------------------- | ------------- |
| 1.  | 1991  | French Open | Grand Slam | Sand      | Cyril Suk       | Caroline Vis Paul Haarhuis         | 3:6, 6:4, 6:1 |
| 2.  | 1993  | US Open     | Grand Slam | Hartplatz | Todd Woodbridge | Martina Navratilova Mark Woodforde | 6:3, 7:66     |
| 3.  | 1994  | Wimbledon   | Grand Slam | Rasen     | Todd Woodbridge | Lori McNeil T. J. Middleton        | 3:6, 7:5, 6:3 |
| 4.  | 1996  | Wimbledon   | Grand Slam | Rasen     | Cyril Suk       | Larisa Neiland Mark Woodforde      | 1:6, 6:3, 6:2 |
| 5.  | 1997  | Wimbledon   | Grand Slam | Rasen     | Cyril Suk       | Larisa Neiland Andrei Olchowski    | 4:6, 6:3, 6:4 |